# Criolls malaioportuguesos
Els criolls malaioportuguesos són les diverses llengües criolles originàries dels actuals territoris de Malàisia, Indonèsia i Timor Oriental que tenien una influència substancial del portuguès en la gramàtica o el vocabulari. La gran majoria d'ells es va originar a antigues colònies de Portugal a la regió. Actualment només sobreviu el cristã i és parlat principalment a Malaca, a Malàisia, i a Singapur.
La varietat de crioll portuguès sw Timor es parlava fins fa poc, també va sobreviure la varietat de Jakarta a Tugu fins a temps recents (Wurm i Hattori 1981). Les varietats també van ser pronunciades a Larantuka, Flores (també es parla fins fa poc); Adonara (Vure), Solor; i Sumatra, Kalimantan, Cèlebes i Maluku. També es parlaven varietats criolles del portuguès a Banda i Ambon.

## Criolls
A diverses localitats de Malàisia i d'Indonèsia en les que els portuguesos van establir posicions comercials, com a Malaca, Sumatra, Makassar (Cèlebes), Ambon i Ternate (Illes Moluques), a les Flores i a Timor, van sorgir varietats d'un crioll de base portuguesa molt proper al papiá cristã de Malaca.

### Língua cristã
A Malàisia, més pròpiament an Malaca (possessió portuguesa entre 1511 i 1641), es va formar un crioll portuguès que fins avui encara és parlat per una comunitat que són coneguts per la resta de la població com a portuguesos de Malaca. Viuen a l'anomenat Barri Portuguès o Kampong Portugis (en malai) i són en la seva majoria pescadors. Aquesta comunitat és formada per més de mil cristians el kristang, llengua que, amb els seus parlants, va migrar a altres localitats com Kuala Lumpur i Singapur. Fins a poc temps endarrere la llengua portuguesa encara era parlada a Pulau Tikus (Penang), però actualment és considerada extinta.

### Crioll de Java
El crioll va funcionar com a lingua franca de Batávia (actual Jakarta), des del segle XVII fins a l'inici del segle xix, era parlat per neerlandesos, descendents de soldats i d'esclaus portats per ells de l'Índia i per la comunitat d'origen portuguès. A Tugu, un llogaret aïllat a nord de Jakcarta, la població cristiana descendent dels portuguesos van mantenir el crioll viu, co am llengua materna, fins als anys quaranta, encara que era parlat a finals dels anys setanta del segle passat. L'última persona que parlava aquest crioll va morir l'any de 1978. El curiós és que aquesta regió mai va estar sota domini portuguès.

### Crioll de Flores
Una comunitat fugida dels atacs neerlandeses, primer de Malaca (1641) i posteriorment de Makassar (1660) es va establir a Larantuka, a l'illa de Flores, on actualment encara es mantenen vestigis del crioll en les tradicions religioses. Avui la llengua portuguesa sobreviu en aquesta regió a través de les tradicions religioses i de la comunitat de topasses (mestissos d'homes portuguesos amb dones natives) usen la llengua en les oracions. Els dissabtes, les dones de Larantuka resen el rosari en una forma corrompuda de portuguès.

### Ternatenc
A Ternate, Makassar, Ambon i Banda, a les Illes Moluques, Indonèsia, va sorgir un crioll portuguès, el ternatenc, que va ser parlat a les illes de Ternate i Halmahera i que es troba actualment extingit. A Ambon el portuguès sobreviu en l'actual llengua parlada, el malai ambonès, que conté prop de 350 termes d'origen portuguès.

### Portuguès de Bidau
A Timor va existir a una zona suburbana de Dili (actual capital de Timor Oriental) una varietat de crioll portuguès, semblant als de Malaca i de Macau, parlat pels habitants de Bidau, soldats i oficials voluntaris vinguts de l'antiga capital, Lifau, i dels establiments portuguesos a l'illa de Flores (com el de Larantuka) i de Solor que s'hi van instal·lar amb les seves famílies. Actualment, només alguns timoresos reconeixen l'existència d'aquest crioll que identifiquen com una varietat mal parlada de portuguès, el portuguès de Bidau. Aquest crioll està avui pràcticament extingit.